# Apanteles melanopus
Apanteles melanopus är en stekelart som beskrevs av Henry Lorenz Viereck 1917. Apanteles melanopus ingår i släktet Apanteles och familjen bracksteklar. Inga underarter finns listade i Catalogue of Life.